# Traveller (album)
Traveller (z ang. "Podróżnik") – jedenasty album muzyczny zespołu Kroke, wydany z okazji 25-lecia działalności zespołu 17 marca 2017 przez Universal Music Polska. Nominowany do Fryderyka 2018 w kategorii Album Roku - Muzyka Korzeni.

## Lista utworów
| Nr  | Tytuł utworu               | Długość |
| --- | -------------------------- | ------- |
| 1.  | „Lone Traveller”           | 5:32    |
| 2.  | „Maleta llena de sonrisas” | 3:31    |
| 3.  | „Memories”                 | 6:05    |
| 4.  | „Piosenka”                 | 5:23    |
| 5.  | „Le cadeau”                | 4:21    |
| 6.  | „Renechanson”              | 4:38    |
| 7.  | „Summer in the bottle”     | 4:55    |
| 8.  | „Mirar”                    | 5:15    |
| 9.  | „L'adieu”                  | 3:56    |
| 10. | „No more secrets”          | 5:21    |
| 11. | „Peak Flow”                | 5:03    |
|     |                            | 54:00   |

## Nagrody i wyróżnienia
- Fryderyki 2018 - nominacja - Album Roku Muzyka Korzeni